# Заболотці (Ярославський повіт)
Заболотці (пол. Zabłotce) — давнє українське село в Польщі, у гміні Радимно, Ярославського повіту, Підкарпатського воєводства. Населення — 402 особи (2011).

## Розташування
Село розташоване за 6 км на південний захід від Радимно, за 15 км на півнденний схід від Ярослава та 58 км на південний схід від Ряшева. Через село тече річка Рада — ліва притока Сяну.

## Історія
У 1340—1772 рр. село входило до Перемишльської землі Руського воєводства.
У 1772—1918 рр. село було у складі Австро-Угорської монархії, у провінції Королівство Галичини та Володимирії. У 1880 році село належало до Ярославського повіту, нараховувало 63 будинки і 391 житель, 235 були греко-католиками, 144 — римо-католиками, а 12 — юдеями. Місцева греко-католицька громада належала до парафії Дрогоїв Перемиського деканату Перемишльської єпархії.
У 1919—1939 рр. — у складі Польщі. Село належало до Ярославського повіту Львівського воєводства, гміна Радимно. На 1 січня 1939-го в селі з 480 жителів було 340 українців-грекокатоликів, 110 українців-римокатоликів, 20 поляків, 10 євреїв, місцева греко-католицька громада належала до парафії Дрогоїв Радимнянського деканату Перемишльської єпархії.
В липні 1944 року радянські війська оволоділи цією територією. Радянські окупанти насильно мобілізували чоловіків у Червону армію. За Люблінською угодою від 9 вересня 1944 року село опинилося в Польщі. Польським військом і бандами цивільних поляків почались пограбування і вбивства. Українців добровільно-примусово виселяли в СРСР (340 осіб — 80 родин). Українське населення села, якому вдалося уникнути вивезення до СРСР, попало в 1947 році під етнічну чистка під час проведення Операції «Вісла» і було депортовано на понімецькі землі у західній та північній частині польської держави, що до 1945 належали Німеччині.
У 1975—1998 роках село належало до Перемишльського воєводства.

## Демографія
Демографічна структура станом на 31 березня 2011 року:
|          | Загалом | Допрацездатний вік | Працездатний вік | Постпрацездатний вік |
| -------- | ------- | ------------------ | ---------------- | -------------------- |
| Чоловіки | 207     | 53                 | 124              | 30                   |
| Жінки    | 195     | 50                 | 99               | 46                   |
| Разом    | 402     | 103                | 223              | 76                   |